# Placerville (Idaho)
Placerville is een verlaten mijnplaats gelegen in het midden van de staat Idaho (USA), ten noorden van de hoofdstad Boise. deze plaats is snel gegroeid in de "gouden jaren". In 1863 had de plaats een populatie van 5000 en circa 300 huizen. Deze plaats staat er nog relatief goed bij (gebouwen staan nog overeind). Er is een kerk van hout die ook nog in volledige staat is en de Magnolia Saloon. Er is tevens nog een stratenplan van zandwegen te zien. Deze plaats heeft ook een eigen begraafplaats. De plaats ligt te midden de naaldbossen.

## Demografie
Bij de volkstelling in 2000 werd het aantal inwoners vastgesteld op 60.
In 2006 is het aantal inwoners door het United States Census Bureau geschat op eveneens 60.

## Geografie
Volgens het United States Census Bureau beslaat de plaats een oppervlakte van
2,6 km2, waarvan 2,6 km2 land en 0,0 km2 water. Placerville ligt op ongeveer 1283 m boven zeeniveau.

## Plaatsen in de nabije omgeving
De onderstaande figuur toont nabijgelegen plaatsen in een straal van 44 km rond Placerville.